# Filière de Lunel

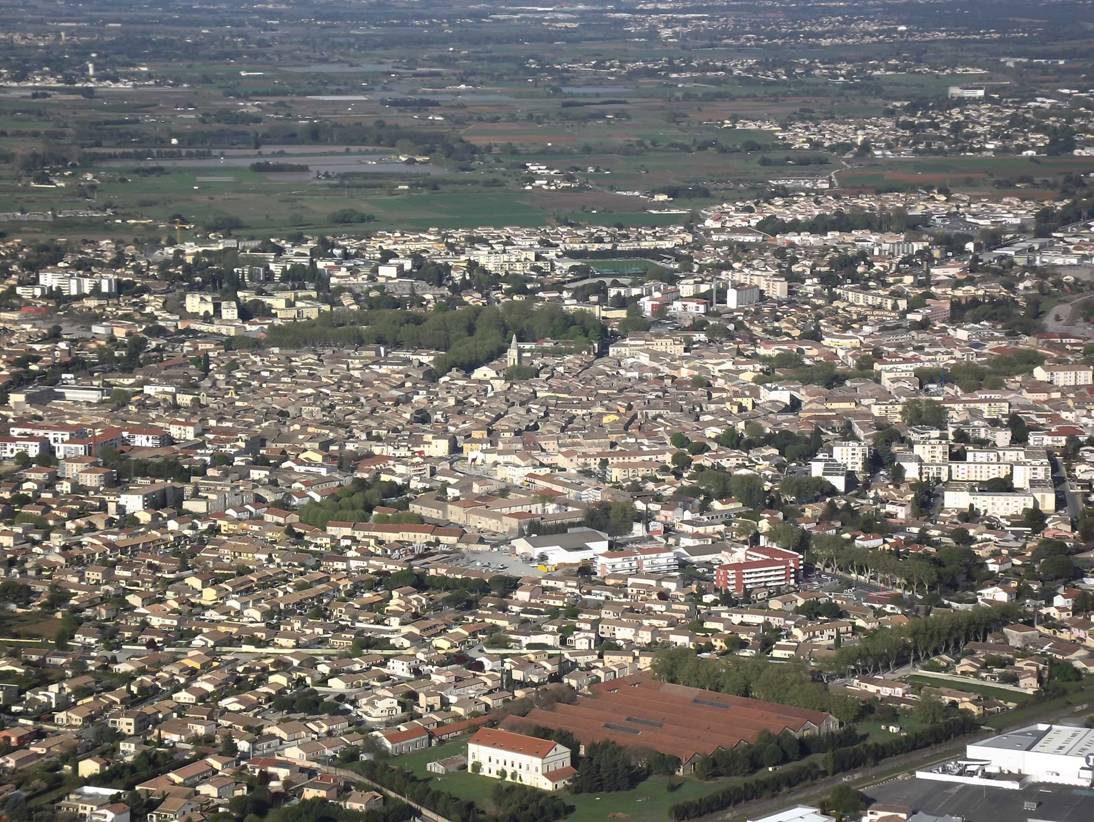
Vue aérienne de Lunel, en 2012.

La filière de Lunel est une filière djihadiste française basée à Lunel, dans l'Hérault. Proportionnellement à la population de la ville, il s'agit de la plus importante filière djihadiste française, d'où une importante attention médiatique. Pour les juges d'instruction, il s'agit néanmoins plus d'une « émulation djihadiste collective » que d'une véritable filière organisée.
Active de 2013 à 2015, la filière s'inscrit dans le contexte de la guerre civile syrienne et de la montée des groupes djihadistes. Une vingtaine de Lunellois rejoignent ainsi l'État islamique (Daech), avant que le groupe n'atteignent son apogée. Elle est démantelée peu après les attentats de janvier 2015.

## Historique
À Lunel, commune d'environ 25 000 habitants classée en zone de sécurité prioritaire (ZSP) et avec un fort taux de chômage, une vingtaine de jeunes « entre 18 et 30 ans » sont partis pour la Syrie rejoindre les rangs de divers groupes djihadistes, essentiellement l'État islamique (Daech) dans le cadre de la guerre civile syrienne. Au moins sept y ont trouvé la mort,. Le recrutement serait également à destination de l'Irak.
Des djihadistes issus de cette filière fréquentaient la mosquée Al-Baraka de Lunel, un lieu de culte dont l'un des anciens responsables a déjà provoqué un scandale en refusant de condamner les départs des djihadistes, considéré comme proche du mouvement radical Tablighi Jamaat.
Fin janvier 2015, quelque temps après les attentats de janvier 2015, la police (RAID et GIPN) réalise des interpellations parmi des proches d'hommes partis faire le djihad, voire qui sont soupçonnés de revenir de Syrie. Deux de ces hommes sont originaires de Caussiniojouls et d'Aimargues.
La Direction générale de la Sécurité intérieure (DGSI) cherche à démanteler cette filière. La filière est évoquée à nouveau dans les médias peu après les attentats de Paris du 13 novembre 2015, afin d'illustrer le développement du salafisme en France. Abdelilah Himich, membre le plus important de la filière, est soupçonné d'avoir participé à leur organisation.
En 2021, le député de Lunel Patrick Vignal explique « À l'époque, l'EI avait une communication extraordinaire. On disait à ces jeunes : tu n'es pas un bon musulman. Un bon musulman doit faire le djihad. On avait besoin de combattre fortement ces marchands de mort, et nous les avons repoussés de cette ville ».
Le procès de la filière de Lunel s'est ouvert au palais de justice de Paris le jeudi 5 avril 2018.

## Membres

### Abdelilah Himich

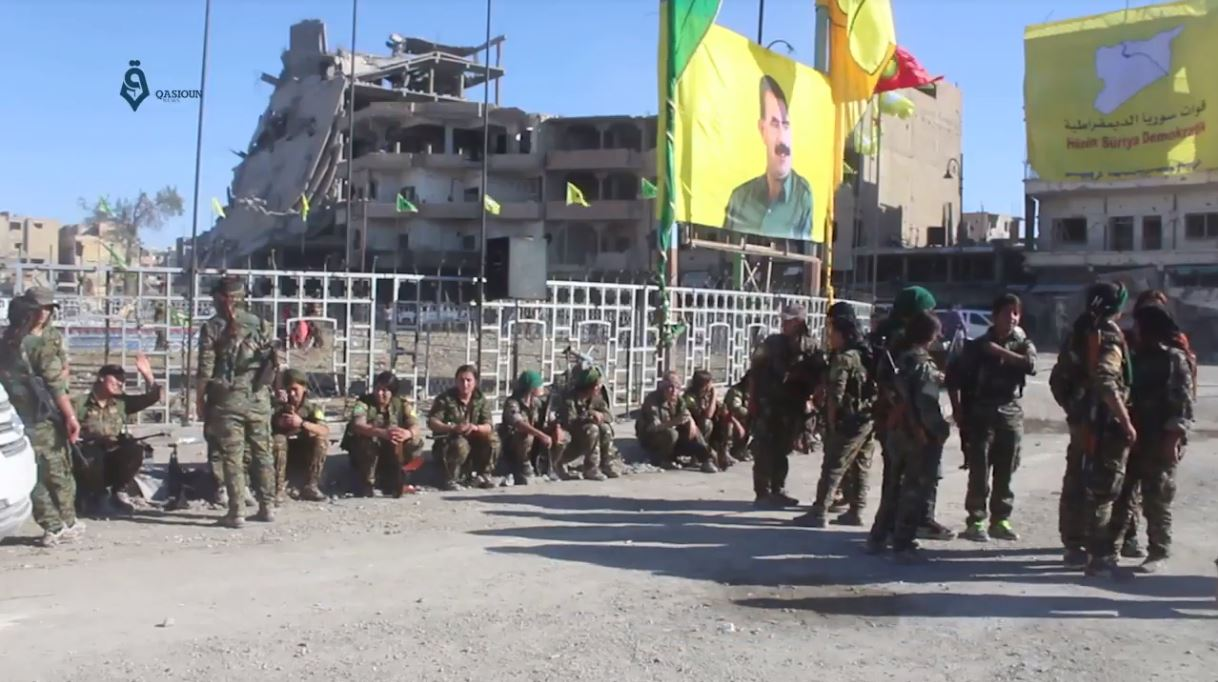
Membres des Forces démocratiques syriennes après la bataille de Raqqa.

Abdelilah Himich rejoint Daech en 2014 avec son épouse Alexandra Valle. Il devient un émir de l'organisation, le plus haut niveau atteint par un Lunellois. C'est un ancien membre de la légion étrangère, qui serait ressorti marqué par la guerre d'Afghanistan. Il aurait été impliqué dans l'organisation des attentats de Paris du 13 novembre 2015. Il est porté disparu après la bataille de Raqqa en 2017, potentiellement exfiltré vers le désert syrien où Daech demeure actif.

### Yassine Sakkam
Né à Montpellier, Yassine Sakkam rejoint Daech en 2014, à l'âge de 24 ans, notamment pour rejoindre son petit-frère Karim qui combat pour l'organisation. Celui-ci se fait exploser en avril 2015 à la frontière entre l'Irak et la Syrie. Après avoir prêté allégeance à Daech, Yassine fait venir Saïda, sa petite amie de Lunel, qui a enlevé sa fille âgée de cinq ans.
Il se fait notamment remarquer pour avoir menacé deux journalistes français de les « égorger avec le sourire ». Il est membre de la katiba d'Abdelilah Himich où combattent d'autres Français, et il y côtoie des kamikazes des attaques du Bataclan, comme Foued Mohamed-Aggad et Ismaël Omar Mostefaï. Il est arrêté par les Forces démocratiques syriennes durant l'été 2017 alors qu'il tente de se dissimuler parmi des civils syriens. En 2018, il est interviewé par des journalistes de France Télévisions, où il exprime son souhait de revenir en France et nie avoir été un combattant, malgré des photos de lui portant différentes armes de guerre. Il est ensuite transféré en Irak, où il est condamné à mort pour son appartenance à l'organisation. Lors de son procès irakien, il exprime des regrets et confirme finalement avoir combattu contre les rebelles syriens. En 2019, les deux enfants de Saïda sont rapatriés en France sans leur mère, détenue dans le camp Al-Roj, dont un petit garçon né en Syrie,.

### Fratrie Mosli
Hamza, Houssemedine et Sabri sont trois frères d'origine tunisienne et vivant à Lunel. Ils sont marqués jeunes par le décès de leur mère en 2004 et se tournent vers la religion. Le premier est décrit comme le « nœud » du réseau, présentant le djihad en Syrie comme une mission humanitaire afin de favoriser les départs. Houssem fait des « mauvaises rencontres  » et semble se radicaliser en détention. Houssem et Sabri rejoignent la Syrie et sont tués en 2014 dans un bombardement lors de combats contre le régime de Bachar el-Assad à Deir ez-Zor. Après la perte de ses frères, Hamza dira lors de son procès avoir voulu croire qu'ils « ont donné leur vie pour quelque chose qui a du sens plutôt que quelque chose qui est vide de sens. ».
Resté en France, notamment du fait de l'influence de sa femme qui refuse de partir, Hamza est jugé en tant que recruteur de la filière en 2018. Reconnu coupable d'association de malfaiteurs terroristes, il est condamné à sept ans de prison. Identifié lors d'écoutes téléphoniques avec Mourad Farès, un autre recruteur de Daech, il y fait part de sa « justification de la charia ou des décapitations, de l’admiration qu’ils vouent à ceux qui ont franchi le pas en allant combattre en Syrie, de la satisfaction que leur apporte l’annonce de l’attentat contre Charlie Hebdo, des efforts qu’ils déploient pour convaincre leurs interlocuteurs de partager leurs idées. ». Afin que les Lunellois ne combattent pas dans des camps opposés, il conseille de rejoindre Daech via Raqqa plutôt que des groupes rivaux. Lors du procès, il dit avoir quitté cette idéologie extrémiste et nie avoir été un recruteur, parlant d'« ambiance générale » dans la ville.

### Raphaël Amar

Situation dans la ville de Deir ez-Zor, en 2016.

Raphaël Amar est né le 16 décembre 1991 à Montpellier. Scolarisé au lycée Louis-Feuillade de Lunel, il y rencontre Houssem Mosli, qui l'amènera à se convertir à l'islam à sa majorité. Étudiant accompli en informatique de l'école Epitech de Montpellier, il effectue un séjour au Bahreïn en 2013. Il se radicalise et coupe le contact avec ses amies féminines puis se détourne de sa passion pour la musique, jugée haram.
Il arrive en Syrie le 21 juillet 2014 via la Turquie et rejoint Daech dans la ville de Deir ez-Zor où il lui est confié des tâches informatiques, notamment l'établissement du planning des combattants. Alors qu'il reste en contact quasi-quotidien avec ses parents, il semble ouvert à un potentiel retour en France. À peine trois mois après son arrivée, il est envoyé dans une opération de reconnaissance des positions du régime syrien dans la ville, une mission-suicide alors qu'il ne possède aucune expérience militaire. Il y meurt dans un bombardement de l'armée syrienne avec des compagnons d'armes de Lunel, les frères Houssem et Sabri,. « Pendant des heures, il a agonisé sur un grabat d’hôpital de fortune », selon Paris Match.
Depuis lors, son père Laurent Amar s'est engagé dans un combat judiciaire pour comprendre l'endoctrinement de son fils. Il accuse les frères Mosli, et particulièrement Hamza Mosli, de l'avoir embrigadé. « C'était un trophée pour lui d'avoir converti Raphaël » analyse t-il à propos de Hamza, qui était venu en personne annoncer la « bonne nouvelle », selon ses mots, de la mort de Raphaël. À l'inverse, lors de son procès, Hamza Mosli accuse Raphaël d'avoir entraîné son petit frère Sabri en Syrie.

### Jawad Salih
Jawad Silah est considéré comme l'un des principaux prédicateurs de la filière. Coordinateur local de l'organisation islamiste marocaine Al Adl Wal Ihsane, il loue une pièce de la mosquée Al-Baraka dans le but d'influencer de jeunes fidèles, dont plusieurs mourront pour Daech en Syrie, comme Houssem et Raphaël. Il anime également les assises religieuses du snack « Le Bahut ».
En 2018, les juges s'appuient sur les écoutes téléphoniques pour démontrer une radicalisation « extrêmement profonde et violente » (« Les mecs de Charlie Hebdo, normal... tu les égorges. »). Lui explique s'être radicalisé après son divorce, par des vidéos et la fréquentation de Hamza Mosli. Devant les juges, il admet des propos littéralistes et salafistes, et confesse même avoir envisagé un départ en Syrie, mais dément avoir incité quiconque au djihad. Il explique être sorti de cette idéologie, parlant d'une époque dont il n'est « pas fier » et affirmant se sentir « bien Français ». Il est condamné à cinq ans de prison,.

### Fratrie Belfilalia
Abdelkarim et Saad Belfilalia sont deux frères de Lunel. Rejoignant la Syrie dès l'été 2013 avec son épouse, Karim est le premier de la ville à partir pour le djihad. Il avait auparavant ouvert un snack nommé « Le Bahut » au sein duquel se tiennent des « assises », un regroupement d'aspirants djihadistes, qui sera repris par son frère après son départ en Syrie. C'est aussi l'un des plus radicalisés. Il tente notamment de convaincre son frère de le rejoindre. Lors de conversations téléphoniques interceptées, il critique notamment la devise française « liberté, égalité, fraternité » car selon lui « on n'est pas égal devant Allah » et que « la fraternité, c'est uniquement avec les musulmans ». À propos des populations réticentes à Daech dans les territoires conquis, il déclare aussi « T'inquiète pas, maintenant avec une arme, ils savent. ». Il meurt fin 2014 à l'âge de 28 ans, probablement dans des combats, son corps ayant été « coupé en deux » selon son frère. 
Arrêté début 2015, son petit-frère Saad est jugé en 2018 pour association de malfaiteurs terroristes et financement du terrorisme. Il est accusé d'avoir accompagné sa belle-sœur, épouse de Karim, jusqu'en Turquie pour rejoindre la Syrie, ainsi que de leur avoir donné 190 euros. Interrogé sur les propos violents de son frère, il affirme ne l'avoir jamais contredit pour ne pas perdre le contact avec lui. Il est relaxé en première instance, mais condamné à six mois de prison l'année suivante en appel.

### Ali Abdoumi
Ali Abdoumi est né autour de 1970 de père inconnu et a été placé durant son enfance, après que les assistants sociaux l'aient découvert enchaîné à son lit. Il se marie et a deux filles, en plus de s'occuper des deux autres enfants de sa femme. Il est décrit comme un bon père de famille et travailleur.
Il est jugé en 2018 dans le procès de la filière de Lunel. Il est accusé de s'être rendu en Syrie  avec ses deux filles fin 2014, avant de rentrer en France. Il dément malgré des preuves issues d'écoutes téléphoniques. Ces dernières mettent également en évidence des projets d'attentats contre des écoles, églises ou la tour Eiffel. Il dit notamment « Il faut avoir une haine viscérale de ces kouffars ». Il est condamné à sept ans de prison.

### Adil Barki
Né autour de 1980, Adil Barki rejoint la Syrie via Azaz en novembre 2013 et intègre la petite brigade Jaysh Mohamed, proche du Front Al-Nosra. Il suit une formation militaire qui tourne rapidement court. Il est sujet à des crises de panique, qui sont interprétées comme de la démence par les islamistes. Il suit alors des rites exorcistes, sans succès.
Il lui est alors confié des tâches secondaires d'entretien et de récolte d'olives. Il regagne la France moins de trois mois après son arrivée, vraisemblablement après que ses chefs lui aient rendu son passeport. Il est condamné à cinq ans de prison lors du procès de la filière de Lunel en 2018, pour association de malfaiteurs terroristes.

### Autres membres
Plusieurs autres Lunellois sont morts en Syrie. Parmi eux, on peut citer Hamza, fils d’ancien président de la mosquée, et Ahmed, morts fin 2014.
On note également trois autres personnes s'étant rendues sur zone : Maeva, Anas et Assia.

## Récapitulatif de la filière
| Nom                   | Départ sur zone | Groupe              | Sort                                 |
| --------------------- | --------------- | ------------------- | ------------------------------------ |
| Abdelilah Himich      | Oui             | Daech               | Introuvable                          |
| Alexandra Valle       | Oui             | X                   | Détenue en Syrie                     |
| Yassine Sakkam        | Oui             | Daech               | Condamné à mort (Irak)               |
| Saïda Sakkam          | Oui             | X                   | Internée en camp (Syrie)             |
| Karim Sakkam          | Oui             | Daech               | Mort sur zone                        |
| Hamza Mosli           | Non             | X                   | Condamné à 7 ans de prison (France)  |
| Houssemedine Mosli    | Oui             | Daech               | Mort sur zone                        |
| Sabri Mosli           | Oui             | Daech               | Mort sur zone                        |
| Raphaël Amar          | Oui             | Daech               | Mort sur zone                        |
| Jawad Salih           | Non             | X                   | Condamné à 5 ans de prison (France)  |
| Abdelkarim Belfilalia | Oui             | Al-Nosra puis Daech | Mort sur zone                        |
| Saad Belfilalia       | Non             | X                   | Condamné à 6 mois de prison (France) |
| Ali Abdoumi           | Oui             | Daech               | Condamné à 7 ans de prison (France)  |
| Adil Barki            | Oui             | Al-Nosra            | Condamné à 5 ans de prison (France)  |
| Hamza X               | Oui             | Daech               | Mort sur zone                        |
| Ahmed X               | Oui             | Al-Nosra            | Mort sur zone                        |